# Vivienne Rohner
Pour les articles homonymes, voir Rohner.
Vivienne Rohner, née en 1998, est un mannequin suisse.

## Biographie
En 2014, à l'âge de seize ans elle défile pour la première fois à la Fashion Week de Paris. Elle défile pour Karl Lagerfeld.
En 2015, l'agence Elite décide de ne pas convier Vivienne au défilé printemps 2015[Quoi ?] à Paris car elle a un tour de hanches de 91 au lieu de 88.
En 2017, elle signe avec sa nouvelle agence, Bolt Talent Management et rejoint une nouvelle agence à Paris. En septembre de cette même année, elle défile pour Celine lors la fashion week de Paris. Vivienne Rohner apparait dans le magazine Self Service photographiée par David Sims. En octobre, c'est dans le journal M, Le Monde photographiée par Karim Sadli que Vivienne Rohner apparait. S'en suivra une autre série pour le Vogue néerlandais en Décembre 2017.
En 2018, Vivienne Rohner est photographiée par Craig McDean pour Vogue Italien de janvier 2018.
En 2019 Vivienne Rohner est photographiée dans le Vogue français par Inez & Vinoodh  et Self Service magazine, Another Magazine et Muse magazine.